# ヨジー・カズボーン〜裏切リノ街〜
『ヨジー・カズボーン〜裏切リノ街〜』（ヨジー・カズボーン うらぎリノまち）は、吉井和哉のカバー・アルバム。2015年12月9日に日本コロムビア内のレーベル・TRIADから発売された。

## 解説
前作『ヨシー・ファンクJr. 〜此レガ原点!!〜』に続く吉井和哉のカバー・アルバム・シリーズ第2弾。
選曲について吉井は、前作の第1弾では幼少期に影響を受けた昭和歌謡中心の選曲だったため、第2弾では青年期に影響を受けたジャパニーズメタルからの選曲をしたのだが、スタッフから「知らない曲ばかり」という指摘をうけたため、ジャパニーズメタルを含めた歌謡曲やポップスなどの様々なジャンルから青年期に影響を受けた楽曲を選んだという。
当初は吉井がかつてベーシストとして在籍したアーグポリスやTHE YELLOW MONKEYのギタリスト・菊地英昭が在籍していたキラーメイの楽曲も候補に上がっていた。
ジャケットは前回に引き続きサイトウユウスケが担当。CDとLPの2種類があり、CDのジャケットに描かれた吉井は、スプレーで盛り付け幾重にもレイヤードされたロングヘア、鋲を多用したリストバンド、カラフルなスカーフを身にまといながらメロイックサインを掲げ、LPのジャケットでは、ピッタリと張り付くようなスパッツとスニーカーでかため、鋭角にシェイプされたベースを持つ全身像となっており、どちらも80年代当時の本人の下積み時代を想起させるジャパニーズメタルスタイルとなっている。

## 収録曲
全編曲：吉井和哉
1. MR.CROWLEY ～OPENING～（オジー・オズボーン、1980年）
作詞・作曲：Daisley Robert John・Osbourne John・Rhoads Randy
2. HELL'S RIDER（SABBRABELLS、1983年）
作詞・作曲：高橋喜一
3. 青春時代（森田公一とトップギャラン、1976年）
作詞：阿久悠、作曲：森田公一
  - リードトラックとしてiTunes Storeにて先行配信され、PVも制作された。PVにはすかんちのROLLYと小畑ポンプが出演している。
4. 異邦人（久保田早紀、1979年）
作詞・作曲：久保田早紀
  - ラット風のアレンジだという。
5. 赤頭巾ちゃん御用心（レイジー、1978年）
作詞：杉山政美　作曲：都倉俊一
  - 同年発売のシングル「超絶☆ダイナミック!」のカップリング候補だったが結局収録されず、本作で日の目を浴びることになった。
6. ACTION! 100,000VOLT（ACTION、1984年）
作詞・作曲：Yoshiro
  - 大筋のアレンジは原曲通りだが、ベース・ドラム・トロンボーンのみの演奏で、ギターリフ・ギターソロのほとんど吉井自身の声で録音している。
7. Mr.サマータイム（サーカス、1978年）
作詞：Pierre Delanoe、日本語詞：竜真知子、作曲：Michel Fugain
8. ガンダーラ（ゴダイゴ、1978年）
作詞：奈良橋陽子、日本語詞：山上路夫、作曲：タケカワユキヒデ
9. 長い夜（松山千春、1981年）
作詞・作曲：松山千春
  - 中2の時、吉井は松山千春の大ファンであった。CDパッケージに貼り付けられているシールにて松山が本作にコメントを寄せている。
10. リンゴ追分（美空ひばり、1952年）
作詞：小沢不二夫、作曲：米山正夫
  - 吉井はOKAMOTO'Sと川西幸一によるアレンジで同曲を披露したことがあるが、その際とは全く異なるアレンジとなっている。
11. MR.CROWLEY ～ENDING～

## 参加ミュージシャン
- 吉井和哉 - ボーカル、ギター、パーカッション
- 日下部正則 - ギター
- 吉田佳史（TRICERATOPS） - ドラム
- 三浦淳悟 - ベース
- 鶴谷崇 - キーボード
- 駒沢裕城 - ペダル・スティール・ギター (#1, #2, #7, #11)
- 武嶋聡 - ブラスアレンジ、サックス (#2, #6)
- 村上基 - トランペット (#2)
- 東條あづさ - トロンボーン (#2, #6)